# Locon
Locon és un municipi francès situat al departament del Pas de Calais i a la regió dels Alts de França. L'any 2007 tenia 2.427 habitants.

## Demografia

### Població
El 2007 la població de fet de Locon era de 2.427 persones. Hi havia 901 famílies de les quals 174 eren unipersonals (68 homes vivint sols i 106 dones vivint soles), 302 parelles sense fills, 388 parelles amb fills i 37 famílies monoparentals amb fills.
La població ha evolucionat segons el següent gràfic:
Habitants censats

### Habitatges
El 2007 hi havia 951 habitatges, 914 eren l'habitatge principal de la família i 37 estaven desocupats. 908 eren cases i 37 eren apartaments. Dels 914 habitatges principals, 767 estaven ocupats pels seus propietaris, 137 estaven llogats i ocupats pels llogaters i 10 estaven cedits a títol gratuït; 24 tenien una cambra, 27 en tenien dues, 65 en tenien tres, 174 en tenien quatre i 623 en tenien cinc o més. 805 habitatges disposaven pel capbaix d'una plaça de pàrquing. A 366 habitatges hi havia un automòbil i a 494 n'hi havia dos o més.

### Piràmide de població
La piràmide de població per edats i sexe el 2009 era:
| Homes | Edats   | Dones |
| ----- | ------- | ----- |
| 0     | 95 o +  | 0     |
| 0     | 90 a 94 | 0     |
| 16    | 85 a 89 | 8     |
| 0     | 80 a 84 | 12    |
| 12    | 75 a 79 | 40    |
| 32    | 70 a 74 | 12    |
| 36    | 65 a 69 | 64    |
| 56    | 60 a 64 | 32    |
| 32    | 55 a 59 | 52    |
| 96    | 50 a 54 | 108   |
| 136   | 45 a 49 | 136   |
| 92    | 40 a 44 | 120   |
| 72    | 35 a 39 | 72    |
| 72    | 30 a 34 | 72    |
| 64    | 25 a 29 | 60    |
| 72    | 20 a 24 | 104   |
| 88    | 15 a 19 | 132   |
| 76    | 10 a 14 | 96    |
| 52    | 5 a 9   | 72    |
| 32    | 0 a 4   | 48    |

## Economia
El 2007 la població en edat de treballar era de 1.695 persones, 1.160 eren actives i 535 eren inactives. De les 1.160 persones actives 1.078 estaven ocupades (606 homes i 472 dones) i 82 estaven aturades (38 homes i 44 dones). De les 535 persones inactives 147 estaven jubilades, 216 estaven estudiant i 172 estaven classificades com a «altres inactius».

### Ingressos
El 2009 a Locon hi havia 899 unitats fiscals que integraven 2.421,5 persones, la mediana anual d'ingressos fiscals per persona era de 20.745 €.

### Activitats econòmiques
Dels 54 establiments que hi havia el 2007, 1 era d'una empresa extractiva, 4 d'empreses alimentàries, 3 d'empreses de fabricació d'altres productes industrials, 9 d'empreses de construcció, 13 d'empreses de comerç i reparació d'automòbils, 3 d'empreses de transport, 2 d'empreses d'hostatgeria i restauració, 1 d'una empresa d'informació i comunicació, 1 d'una empresa immobiliària, 6 d'empreses de serveis, 7 d'entitats de l'administració pública i 4 d'empreses classificades com a «altres activitats de serveis».
Dels 10 establiments de servei als particulars que hi havia el 2009, 1 era un taller de reparació d'automòbils i de material agrícola, 1 paleta, 1 guixaire pintor, 1 fusteria, 2 lampisteries, 1 electricista, 1 empresa de construcció i 2 perruqueries.
Dels 4 establiments comercials que hi havia el 2009, 1 era una botiga de menys de 120 m², 1 una fleca, 1 una botiga d'electrodomèstics i 1 una joieria.
L'any 2000 a Locon hi havia 27 explotacions agrícoles que ocupaven un total de 690 hectàrees.

## Equipaments sanitaris i escolars
L'únic equipament sanitari que hi havia el 2009 era una farmàcia.
El 2009 hi havia 1 escola maternal i 1 escola elemental.

## Poblacions més properes
El següent diagrama mostra les poblacions més properes.